# Baumhaueria frontalis
Baumhaueria frontalis là một loài ruồi trong họ Tachinidae.